# Пер Бортен
Пер Бортен (норв. Per Borten; 3 квітня 1913, Фло — 20 січня 2005, Тронхейм) — норвезький політик, активіст Партії Центру, прем'єр-міністр Норвегії у 1965—1971 роках.

## Біографія
Вивчав сільськогосподарські науки у Вищій сільськогосподарській школі (Norges Landbrukshøgskole), яку закінчив у 1939 року. У 1945—1955 роках був мером свого рідного міста Фло, він також був активним у органах місцевого самоврядування району Сор-Тренделаг. У 1950 році він вперше став членом Стортинга, був депутатом протягом семи термінів до 1977 року.
Був активним учасником селянської партії (Bondepartiet), яка згодом була перетворена на партію центру (Senterpartiet). З 1958 по 1973 рік очолював парламентську фракцію своєї партії. У 1955—1967 роках він був лідером партії, на той час він її реформував, в тому числі що призвело до зміни назви.
З жовтня 1965 року по березень 1971 року він був прем'єр-міністром (замінивши Ейнара Герхардсена), він очолював коаліцію з чотирьох правоцентристських партій, яку, окрім центристів, спільно створили християнські демократи, ліберали та консерватори. У періоди 1961—1965 та 1973—1977 років очолював Одельстінг (одну з двох офіційних частин Стортинга).